# 尧乔·约瑟夫
尧乔·约瑟夫（匈牙利語：Jacsó József，1962年6月1日—），匈牙利男子举重运动员。他曾代表匈牙利参加1988年夏季奥林匹克运动会举重比赛，获得男子110公斤級银牌。